# Nintendocore
Le Nintendocore (souvent nommé Nintendo rock, video rock, et nerdcore,) est un genre musical qui s'est créé et développé sur internet dont l'origine est attribuée au groupe Horse the Band. Il consiste à récupérer des sonorités de jeux vidéo de consoles 8-bits ou 16-bits et d'en faire de la musique (d'où le nom).

## Histoire
La sonorité des jeux vidéo démarre dans des genres musicaux comme le chiptune et le bitpop, tandis que le « core » est induit par le groupe metalcore Horse the Band qui crédite à l'origine le terme de « Nintendocore » à titre humoristique. Le groupe enregistre cinq albums studio qui caractérisent ce style, en démarrant avec Secret Rhythm of the Universe, commercialisé en 2000,. The Black Hole de leur troisième album, The Mechanical Hand, est un exemple de Nintendocore, impliquant hurlements et effets sonores vidéoludiques. Un autre pionnier du genre Nintendocore implique The Advantage, que le The New York Times met en avant pour avoir amené la musique vidéoludique sur la scène populaire. The Advantage est un groupe de rock instrumental formé par deux étudiants au Nevada Union High School. Le groupe « ne joue rien d'autre que de la musique depuis la console de jeux vidéo Nintendo. » En composant des musiques vidéoludiques, ils ont « amené de la légitimité à un style nommé Nintendocore. »
Le groupe de rock Minibosses « est l'un des groupes les mieux établi du genre Nintendocore, avec un impressionnant nombre de reprises musicales provenant des jeux vidéo Contra, Double Dragon et Excitebike. » Le groupe est originaire de Phoenix, en Arizona, et il est l'un des plus représentatifs du genre rock Nintendo ayant joué à de nombreuses expositions de jeux vidéo. Hormis des reprises, le groupe a également composé leurs propres musiques. The Depreciation Guild, séparé en 2011, est un groupe de rock indépendant ayant incorporé la sonorités 8-bit, musiques de jeux vidéo et des éléments du shoegaze. Le premier album du groupe intitulé In Her Gentle Jaws est décrit comme du Nintendocore.
D'autres groupes représentatifs incluent Math the Band, The Megas, The Octopus Project, An Albatross, Rolo Tomassi, Crystal Castles,, et Hella.

## Caractéristiques
Le Nintendocore fait fréquemment usage de guitares électriques, de batteries, et instruments typiques du rock et de synthétiseurs, sonorités 8-bit, et quelques grosses caisses,,. Le genre est originaire de diverses variétés musicales dont le punk hardcore,,, le post-hardcore,, le metalcore,, et le heavy metal. Il est également influencé par d'autres genres musicaux incluant electro, noise rock,, post-rock, et screamo,.